# 조계창
조계창(趙啓彰, 1972년 1월 1일 ~ 2008년 12월 2일)는 대한민국의 전직 기자이다.

## 생애
전라남도 순천 출생으로 한양대학교 생물학과를 졸업했다. 대학 영자신문사에서 언론인의 꿈을 키웠다.
1998년 연합뉴스에 입사했고, 전주취재팀과 사회부 법조 담당을 거치는 동안 `이용호 게이트'와 `수지김 유족 국가 상대 손배소' 등 여러 사건의 특종 기사를 쓰고 이름을 날렸다.
민족뉴스부 근무 당시 북한 신법전을 처음 입수하고 분석한 기사 등으로 여러 건의 사내외 취재상을 받았고 국제뉴스부를 거쳐 지난 2006년 6월 한국 언론 사상 최초의 중국 선양(瀋陽) 주재 특파원으로 부임했다. 2008년 12월 2일 중국 옌지(延吉) 출장 취재 중 불의의 교통사고로 순직했다. 사망 후 차장으로 추서됐다.

## 약력
- 1991년 2월 홍익사대부고 졸업
- 1997년 8월 한양대학교 생물학과 졸업
- 1998년 12월 1일 연합뉴스 입사
- 1999년 6월 1일 연합뉴스 전북취재팀
- 2001년 5월 1일 연합뉴스 사회부 법조 담당
- 2004년 6월 1일 연합뉴스 민족뉴스부
- 2006년 6월 연합뉴스 선양 특파원 부임
- 2008년 12월 2일 사망.

## 수상경력
- 2008년 최병우 국제보도상
- 2008년 한국기자상 공로상